# Joy Williams
Joy Williams (ur. 23 lipca 1983) – nowozelandzka judoczka.
Uczestniczka mistrzostw świata w 2005 i 2007. Startowała w Pucharze Świata w 2008, 2012 i 2013. Druga na mistrzostwach Wspólnoty Narodów w 2004. Zdobyła sześć medali mistrzostw Oceanii w latach 2004 - 2014. Mistrzyni kraju w 2002, 2003, 2004, 2006, 2007, 2012 i 2013 roku.